# Museo del Foro de Caesaraugusta

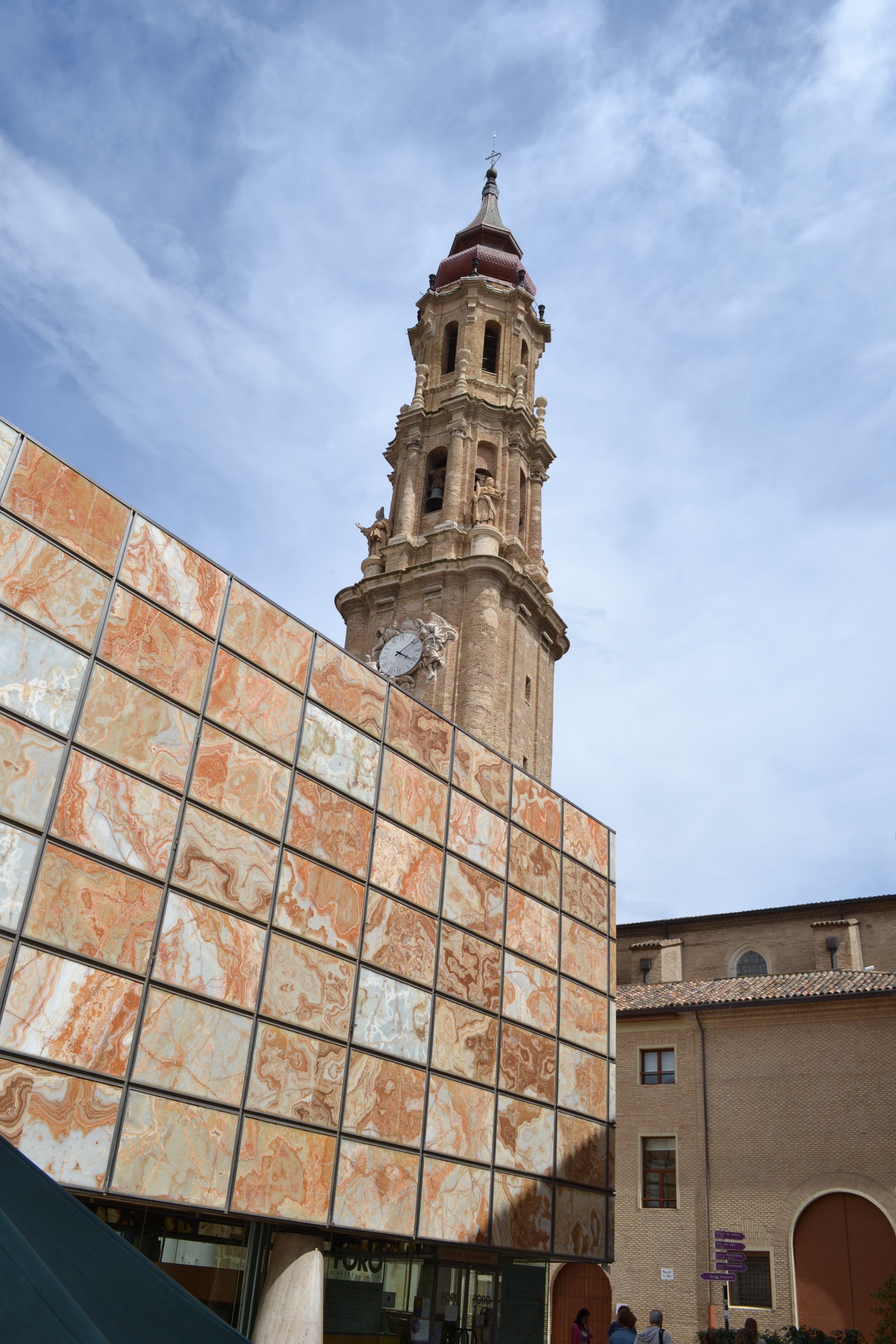
Museo del Foro de Caesaraugusta

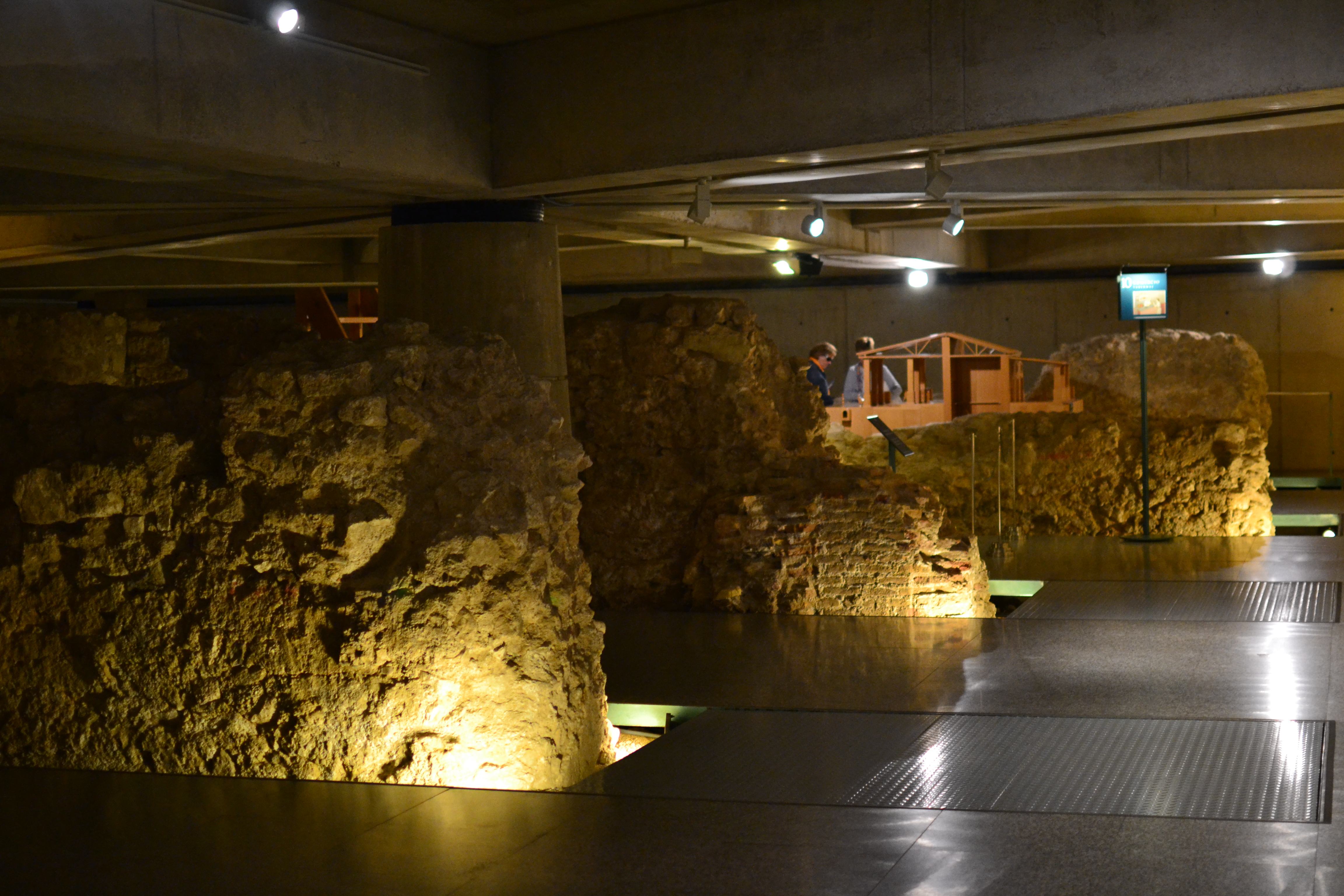
Museo del Foro de Caesaraugusta

Het Museo del Foro de Caesaraugusta is een museum in het Spaanse Zaragoza. Het museum bevindt zich onder het plein aan La Seo en toont de resten en archeologische vondsten van het Romeinse forum. De ingang van het museum bestaat uit Iraanse onyx. Het museum werd geopend in 1995.